# جوردن ستيوارت (لاعب كرة قدم)
جوردن ستيوارت (بالإنجليزية: Jordan Stewart)‏ (31 مارس 1995 ببلفاست في المملكة المتحدة - ) هو لاعب كرة قدم بريطاني في مركز الوسط. شارك مع منتخب أيرلندا الشمالية تحت 19 سنة لكرة القدم ومنتخب أيرلندا الشمالية تحت 21 سنة لكرة القدم. أما مع النوادي، فقد لعب مع سويندون تاون وغريمسبي تاون وغلينتوران.

## وصلات خارجية
- جوردن ستيوارت على موقع الاتحاد الأوربي (الإنجليزية)
- جوردن ستيوارت على موقع قاعدة بيانات كرة القدم.إي يو (الإنجليزية)
- جوردن ستيوارت على موقع Soccerbase.com (لاعب) (الإنجليزية)
- جوردن ستيوارت على موقع Soccerway.com (الإنجليزية)